# Mario Inchausti
Mario Inchausti Goitia (Caibarién, Villa Clara, Cuba, 3 de junio de 1915 - Zaragoza, España, 2 de mayo de 2006) fue un futbolista cubano que jugaba como guardameta. Integrante histórico del Real Zaragoza —entonces Zaragoza Football Club—, hubo de retirarse con apenas 26 años por una lesión en la rodilla.

## Carrera
Nacido en Cuba de ascendentes vascos, desembarcó a los diez años en España para ordenarse en el colegio de los jesuitas de Orduña. Comenzó su carrera futbolística en 1934 con el Real Zaragoza —entonces Zaragoza Foot-ball Club—. Allí jugó hasta el curso 1939-40, el de la reanudación de las competiciones deportivas, suprimidas desde que en 1936 estallase la Guerra Civil. De ahí recaló brevemente en el Real Betis, entonces desangrado por la guerra y descendido a Segunda División —a cambio de una alta suma que incrementaba considerablemente las mil quinientas pesetas mensuales del Zaragoza—,[cita requerida] para a finales de esa misma temporada y con la carta de libertad, disputar la Copa de España de 1941 con el Real Madrid Club de Fútbol bajo un sueldo de 50 000 pesetas. Entonces, el conocido como Campeonato de España de Copa era disputado al finalizar la temporada con la conclusión de los distintos Campeonatos de Liga. Disputó los dos encuentros del club en aquella edición, que resultaron ser los únicos que disputó con los madrileños —y los últimos oficiales de su carrera—, ya que una lesión en la rodilla marcó su final deportivo. Recuperado en marzo de 1942, disputó algún amistoso, y tras finalizar su contrato con el conjunto capitalino regresó al Real Zaragoza. Allí entrenó durante meses pero no alcanzó su rendimiento óptimo de antes de la lesión y se retiró con apenas 26 años.
Tras su retirada inició una carrera de entrenador, por el fútbol regional y aficionado aragonés, en la cual dirigió a equipos como el Club Universitario, Unión Deportiva Huesca, o la Arenas Sociedad Deportiva, entre otros, para después pasar a formar parte de la junta directiva del Comité Aragonés de Entrenadores, el cual llegó a presidir 21 años (entre 1967 y 1988). Fue nombrado entrenador de honor del citado comité en 1990, y le fue impuesta la Insignia de Oro.[cita requerida]
Falleció el 2 de mayo de 2006 en su residencia de Zaragoza, dejando dos hijos.

## Estadísticas

### Clubes
Datos actualizados a fin de carrera deportiva.
En la temporada 1937-38, durante el transcurso de la Guerra Civil, se suprimieron las competiciones de ámbito nacional. En el momento del Alzamiento Nacional, se encuentra en el municipio vizcaíno de Baquio, la residencial parental, y debido a sus lazos carlistas fueron acosados por las milicias socialistas hasta su encarcelamiento en Bilbao. Fueron liberados por el lehendakari José Antonio Aguirre un día antes de la caída de la ciudad, casi un año después. Desde Baquio fue enviado a San Sebastián como escribiente de guerra, con permisos para jugar al fútbol, especialmente con la selección española, y tras un periplo de amistosos por la zona nacional recaló en un permiso militar en Vitoria, donde aprovechó para enrolarse en el Deportivo Alavés para disputar la Copa Brigadas de Navarra —junto a Manuel Olivares y Gregorio Ameztoy, compañeros en Zaragoza—. Allí permaneció hasta comienzos de 1939, cuando tras la disputa de un partido de los alavesinos frente al Club Aviación Nacional, los dirigentes zaragocistas —inmersos en la reorganización del equipo tras el conflicto bélico—, le recuperan para sus filas. Se recogen datos estadísticas de su estancia en el Deportivo Alavés, a instancias de la Federación Española.
| Club                 | Temporada            | Div.                 | Liga                  | Liga                  | Copa                  | Copa                  | Regional              | Regional              | Total | Total |
| Club                 | Temporada            | Div.                 | Part.                 | Goles                 | Part.                 | Goles                 | Part.                 | Goles                 | Part. | Goles |
| -------------------- | -------------------- | -------------------- | --------------------- | --------------------- | --------------------- | --------------------- | --------------------- | --------------------- | ----- | ----- |
| Zaragoza F. C.       | 1935-36              | 2.ª                  | 3                     | -2                    | —                     | —                     | 2                     | -1                    | 5     | -3    |
| Deportivo Alavés     | 1937-38              | 1.ª C.               | Interrumpida          | Interrumpida          | Interrumpida          | Interrumpida          | 12                    | -10                   | 12    | -10   |
| Zaragoza F. C.       | 1938-39              | 1.ª C.               | Interrumpida          | Interrumpida          | 4                     | -5                    | 5                     | -6                    | 9     | -11   |
| Zaragoza F. C.       | 1939-40              | 1.ª                  | 22                    | -40                   | 9                     | -9                    | 10                    | -11                   | 41    | -60   |
| Total Zaragoza F. C. | Total Zaragoza F. C. | Total Zaragoza F. C. | 25                    | -42                   | 13                    | -14                   | 17                    | -18                   | 55    | -74   |
| Real Betis           | 1940-41              | 2.ª                  | 18                    | -26                   | —                     | —                     | Inexistente           | Inexistente           | 18    | -26   |
| Real Madrid C. F.    | 1940-41              | 1.ª                  | —                     | —                     | 2                     | -5                    | Inexistente           | Inexistente           | 2     | -5    |
| Real Madrid C. F.    | 1941-42              | 1.ª                  | Lesionado de gravedad | Lesionado de gravedad | Lesionado de gravedad | Lesionado de gravedad | Lesionado de gravedad | Lesionado de gravedad | 0     | 0     |
| Zaragoza C. F.       | 1942-43              | 1.ª                  | Lesionado de gravedad | Lesionado de gravedad | Lesionado de gravedad | Lesionado de gravedad | Lesionado de gravedad | Lesionado de gravedad | 0     | 0     |
| Total carrera        | Total carrera        | Total carrera        | 43                    | -68                   | 15                    | -19                   | 29                    | -28                   | 87    | -115  |
| 1. 2. 3. 4.          |                      |                      |                       |                       |                       |                       |                       |                       |       |       |

## Palmarés
| Título              | Club             | Año  |
| ------------------- | ---------------- | ---- |
| Copa Regional       | Deportivo Alavés | 1938 |
|                     |                  |      |
| Campeonato Regional | Zaragoza F. C.   | 1940 |